# Јасеновица (Пореч)
Јасеновица (итал. Giasenovizza) је насељено место у Републици Хрватској у Истарској жупанији. Административно је у саставу Града Пореча.

## Становништво
Према последњем попису становништва из 2001. године у насељу Јасеновица је живело 58 становника који су живели у 16 породичних и три самачка домаћинстава.
Кретање броја становника по пописима 1857—2001.
| година пописа  | 1857. | 1869. | 1880. | 1890. | 1900. | 1910. | 1921. | 1931. | 1948. | 1953. | 1961. | 1971. | 1981. | 1991. | 2001. |
| бр. становника | 0     | 0     | 66    | 82    | 113   | 122   | 138   | 0     | 111   | 76    | 72    | 49    | 53    | 56    | 58    |

Напомена:У 1857, 1869, и 1931. подаци су садржани у насељу Фушкулин. 